# Arigatō Service

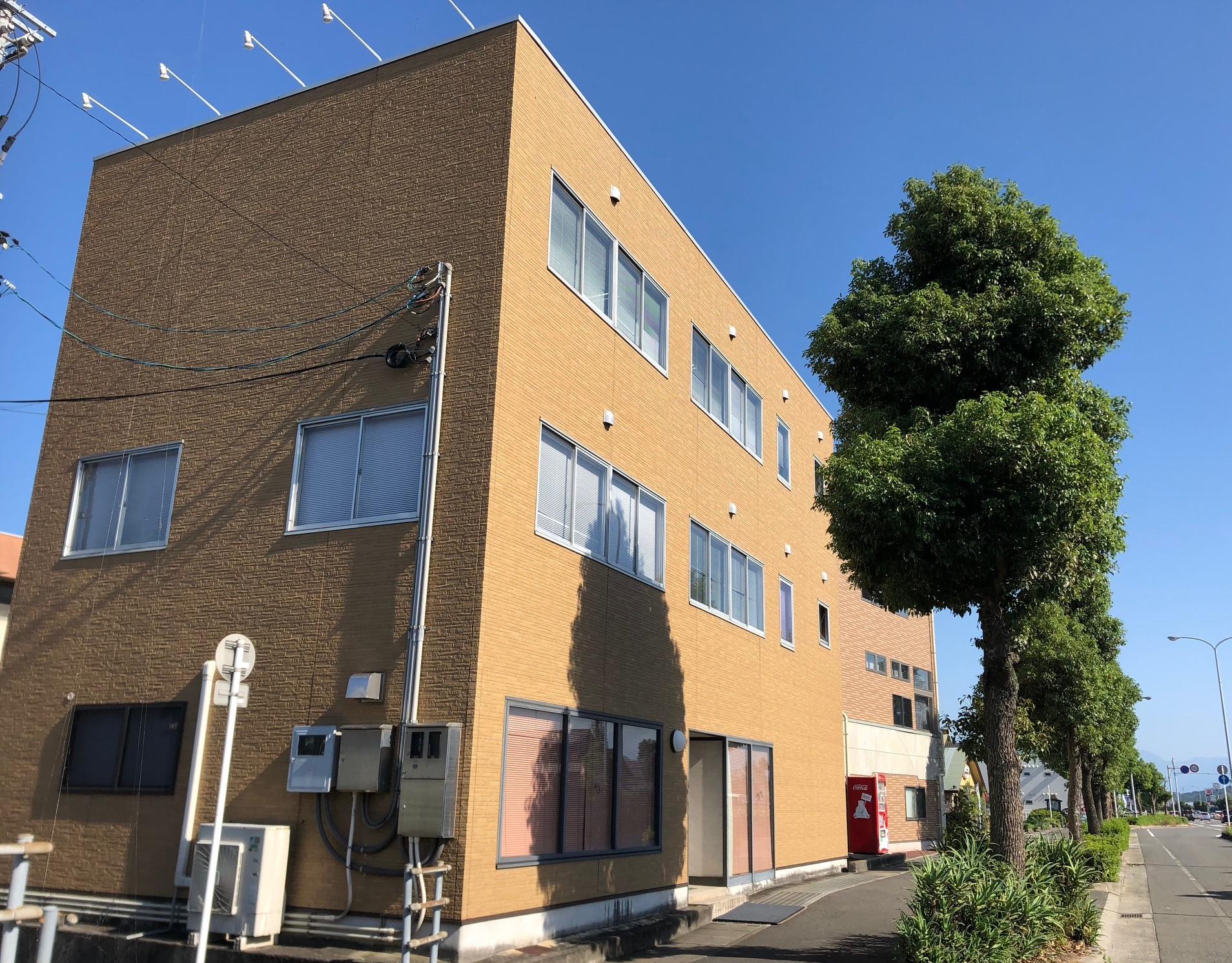
Oficina central de Arigatou Service.

La empresa Arigato Service (ありがとうサービス Arigatō Sābisu?) es una empresa japonesa que es parte del Grupo Imabari Depart que opera franquicias de las tiendas de usados Book Off y Hard Off entre otras, además de restaurantes y locales de comidas rápidas. Su sede central se encuentra en la ciudad de Imabari de la Prefectura de Ehime.

## Datos
- Razón social: Arigato Service S.A. (株式会社ありがとうサービス Kabushikigaisha Arigatō Sābisu?)
- Fundación: septiembre de 2005
- Sede central: 〒794-0832 Hacchōnishi 3-6-30, Ciudad de Imabari, Prefectura de Ehime
- Teléfono: 0898-23-2243
- Cantidad de empleados: 93

## Historia
- 2000: en octubre se funda MGS S.A. (株式会社エムジーエス Kabushikigaisha Emu Gī Esu?).
- 2005: MGS, la administradora de la franquicia de la cadena de hamburgueserías MOS Burger, absorbe AGY (エージーワイ Ē Gī Wai?), la administradora de las otras franquicias gastronómicas. La nueva empresa pasa a denominarse Arigato Service.
- 2006: el Grupo Imabari Depart traspasa la administración de las franquicias de las tiendas de usados.